# 乔瓦尼·阿塔里瓦纳
‌
乔瓦尼·哈维尔·阿塔里瓦纳·阿亚拉（西班牙語：Geovanni Javier Atarihuana Ayala；1972年6月6日—）是一位厄瓜多尔社会学家、政治家和前学生领袖。他出生于基多，拥有亚马逊生态高等理工学院社会学学士学位和厄瓜多尔中央大学项目管理硕士学位。曾任最高选举法庭副主席，是该选举机构历史上最年轻的成员。现任人民团结全国主任，在他的领导下，该组织成功完成注册，取代其前身民主人民运动。